# Mpulungu (Distrikt)
Mpulungu ist einer von zwölf Distrikten in der Nordprovinz in Sambia. Er hat eine Fläche von 10.074 km² und es leben 153.560 Menschen in ihm (2022). Die Hauptstadt ist Mpulungu. Er wurde 1997 gegründet. Vor seiner Gründung war der Distrikt seit 1927 ein Unterdistrikt des Distriktes Mbala.

## Geografie
Er liegt rund 1000 km nordöstlich von Lusaka und 210 km von Kasama, der Provinzhauptstadt der Nordprovinz, entfernt. Der Distrikt teilt sich im Tanganjikasee die internationale Grenze mit Tansania. Umgeben ist er im Osten von dem Distrikt Mbala, im Südosten von Senga Hill, im Süden von Lunte und im Westen von Nsama.
Mpulungu liegt zwischen 800 und 1250 Metern über dem Meeresspiegel. Der Distrikt hat zwei Inseln im Tanganyikasee, Mutondwe (Krokodilinsel) und Mbita Island.

### Klima
Das Klima ist tropisch; kühl und trocken von Mai bis Juli, trocken und heiß von August bis Oktober und feucht und heiß von November bis April. Im Allgemeinen liegen die Temperaturen zwischen 24 und 34 °C. Die höchsten Temperaturen werden von Oktober bis Dezember mit einer durchschnittlichen Höchsttemperatur von 29 °C gemessen. Zwischen Juni und Juli fällt die Temperatur auf eine durchschnittliche Temperatur von 22 °C. Der jährliche Niederschlag liegt zwischen 1000 mm und 1200 mm.

### Hydrologie
Die Hydrologie von Mpulungu ist hauptsächlich vom Tanganjikasee und somit vom Kongo-Einzugsgebiet geprägt. Wichtige Flüsse sind der Lufubu, der Lunzua mit den Lunzuafällen, der Mululwe sowie der Bach Izi. Die Flüsse und Bäche fließen ganzjährig.

### Vegetation
Die Vegetation des Distrikts besteht in den Tälern als auch auf dem Plateau überwiegend aus Savannenwäldern. Einige Teile sind von offenem Grasland und Wäldern bedeckt. Viele Bäche haben Dambos und einige Überschwemmungsgebiete im Lufubu-Becken um das Gebiet von Chinakila.

## Gliederung
Der Distrikt Mpulungu hat 13 Wards:
- Mpulungu central
- Katwe
- Kapembwa
- Vyamba
- Isoko
- Mumila
- Isunga
- Itimbwe
- Iyendwe
- Chisha
- Chilumba
- Chibulula
- Tanganyika.